# 中华人民共和国信息产业部
中华人民共和国信息产业部，简称信产部，是中华人民共和国已不存在的国务院组成部门，成立于1998年，2008年撤销。撤销后其相关职能并入中华人民共和国工业和信息化部。

## 沿革
1998年3月10日，第九届全国人民代表大会第一次会议通过《关于国务院机构改革方案的决定》，设立信息产业部。新设立的信息产业部是中华人民共和国国务院下辖的一个专门负责管理信息产业、制定相关政策法规的部门，由原邮电部和电子工业部及广播电影电视部、航天工业总公司、航空工业总公司的信息和网络管理的政府部门组成。1998年3月31日正式挂牌。
2008年3月15日，第十一届全国人民代表大会第一次会议通过《第十一届全国人民代表大会第一次会议关于国务院机构改革方案的决定》，批准《国务院机构改革方案》。方案规定：“组建工业和信息化部。将国家发展和改革委员会的工业行业管理有关职责，国防科学技术工业委员会核电管理以外的职责，信息产业部和国务院信息化工作办公室的职责，整合划入工业和信息化部。组建国家国防科技工业局，由工业和信息化部管理。国家烟草专卖局改由工业和信息化部管理。不再保留国防科学技术工业委员会、信息产业部、国务院信息化工作办公室。”

## 历任部长
1. 吴基传（1998年3月－2003年3月）
2. 王旭东（2003年3月－2008年3月）

## 机构设置

### 内设机构
1. 办公厅（部长办公室、综合调研室、综合处、文秘处、新闻处、信访保密保卫处、行政财务管理处）
2. 政策法规司（综合处、政策研究室、法规处、台港事务处）
3. 综合规划司（办公室、综合调控处、网络规划处、网络建设处、电子信息产品规划处、电子工程建设管理处、对外经济贸易合作处）
4. 经济体制改革与经济运行司（综合协调与市场处、体制改革处、经济运行处、经济调节处、事业财务处）
5. 经济调节与通信清算司（综合处、资费标准处、资费监督检查处）
6. 电子信息产品管理司（综合处、基础产品处、软件与应用处、通信产品与系统处、计算机与系统工程处、集成电路处、广播电视处）
7. 电信管理局（综合处、发展规划处、网络互通管理处、通信管理处、市场管理处、电信设备认证处、服务质量监督处）
8. 无线电管理局（综合处、频率规划处、空间业务处、地面业务处、监督检查处）
9. 军工电子局（综合处、规划科技处、固定资产投资处、系统工程一处、系统工程二处）
10. 信息化推进司（综合处、信息化发展处、信息化基础处）
11. 科学技术司（综合处、通信标准处、高技术发展处、技术基础处、质量监督管理处）
12. 外事司（综合处、国际合作一处、国际合作二处、多边机构处）
13. 人事司（综合处、公务员管理处、教育与专业人事处、考核任免一处、考核任免二处、劳动与编调处）
14. 直属机关党委（办公室、组宣部、群工部、机关工会、机关团委）
15. 中央纪委驻部纪检组、监察部驻部监察局（办公室、一室、二室）